# توموکو موراماتسو
توموکو موراماتسو (انگلیسی: Tomoko Muramatsu؛ زادهٔ ۲۳ اکتبر ۱۹۹۴) بازیکن فوتبال اهل ژاپن است که در تیم‌های ملی فوتبال زیر ۱۷ سال زنان ژاپن و تیم ملی فوتبال زنان ژاپن بازی کرده‌است.